# Stedelijke begraafplaats van Blankenberge
De Stedelijke begraafplaats van Blankenberge is een gemeentelijke begraafplaats in de Belgische stad Blankenberge. De begraafplaats ligt langs de Scharebrugstraat op 500 m ten zuiden van het stadscentrum (stadhuis). Deze grote begraafplaats werd in 1908 aangelegd en heeft een onregelmatige vorm met een brede naar binnen gebogen toegang met rollend hek. Het is gedeeltelijk met een muur en een haag omgeven. Vanaf de ingang loopt een centraal pad naar het einde toe met ongeveer halverwege een rond punt van waaruit andere paden vertrekken. 
De begraafplaats werd in 2010 opgenomen in de Inventaris van het Bouwkundig Erfgoed.

## Oorlogsgraven

### Belgische graven

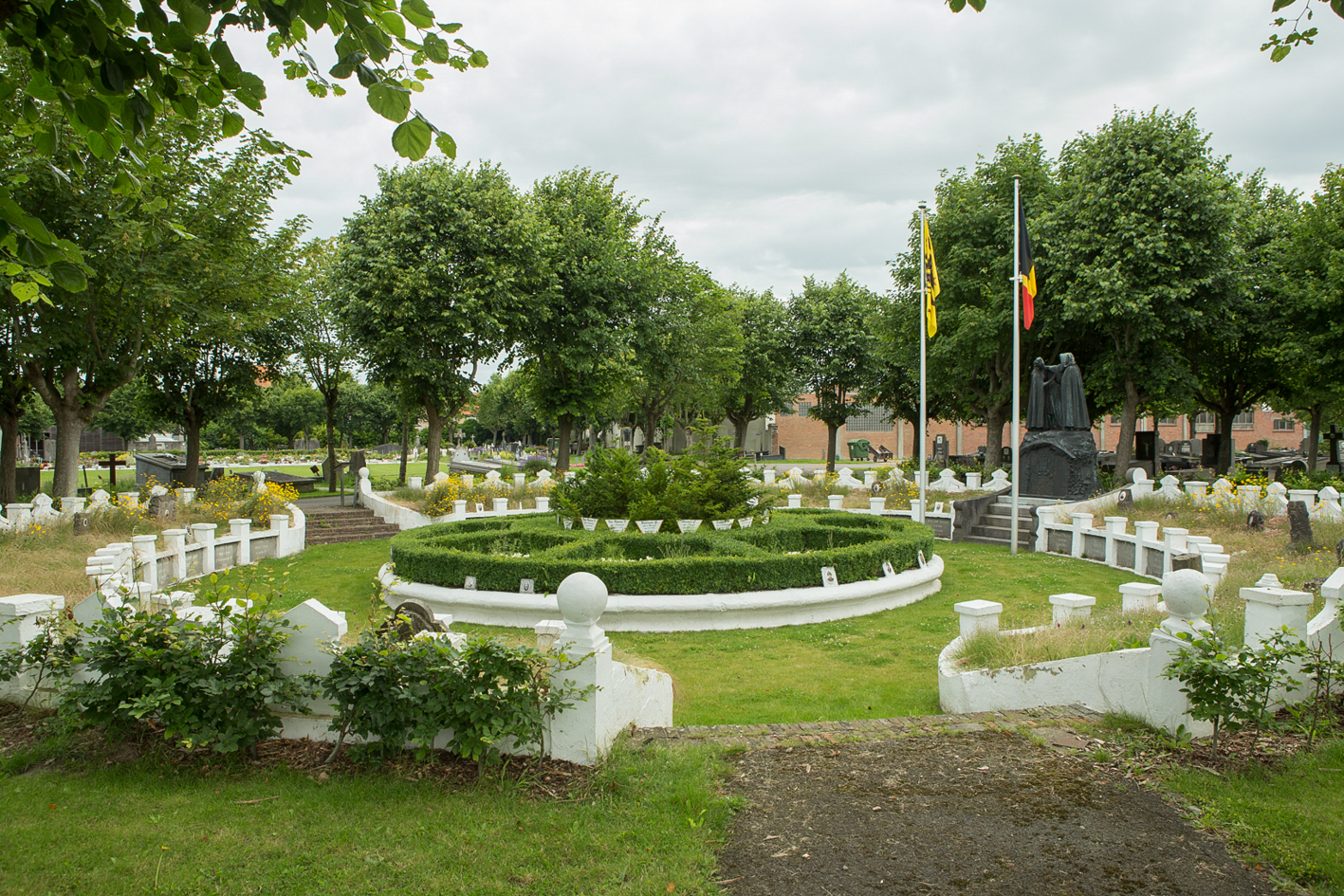
Belgisch Erepark

Links van het centrale ronde punt ligt een cirkelvormige perk met Belgische gesneuvelden uit de beide wereldoorlogen. Daarbij staat een bronzen beeldengroep uit 1922 ontworpen door Guillaume Charlier. Daarop staan de namen van de 50 gesneuvelde stadsgenoten uit de Eerste Wereldoorlog waarvan er 29 hier begraven werden. Er liggen ook 5 mannen uit Blankenberge, die op 28 november 1889 omkwamen toen ze probeerden de bemanning van het Franse schip Nominoé te redden. Ten slotte liggen hier ook enkele verzetslieden en politieke gevangenen uit de Tweede Wereldoorlog begraven. Er ligt ook nog een dode van de Koreaanse Oorlog.
Op de begraafplaats ligt ook het graf van de Belgische oud-strijder Juliaan Vandepitte. Tijdens de oorlog was hij telegrafist en na de oorlog lag hij aan de basis van de Katholieke Vlaamse Radio Omroep (KVRO). Zijn grafzerk is van het type heldenhuldezerk.

### Britse graven
Dicht bij de noordelijke hoek van de begraafplaats ligt een perk met 10 Britse gesneuvelden uit de Eerste Wereldoorlog waaronder 2 niet geïdentificeerde zeelieden. Vier gesneuvelden waren leden van de Royal Air Force en vier andere waren leden van de Royal Navy.
Iets zuidelijker ligt een perk met 80 Britse gesneuvelden uit de Tweede Wereldoorlog waaronder 14 niet geïdentificeerde. Er liggen 44 manschappen van de Royal Air Force die op 7 november 1944 omkwamen toen het schip, de HM LST-420 dat hen vervoerde, op een mijn liep en zonk. Tussen de Britse graven liggen ook die van een Pool, een Fransman en een Noor. 

#### Onderscheiden militairen
- George Nicholson Bradford, luitenant-commandant van de H.M.S. Iris II. Hij sneuvelde tijdens de raid op Zeebrugge op 23 april 1918, zijn 31e verjaardag. Hij werd postuum vereerd met het Victoria Cross (VC). Twee van zijn drie broers: brigade-generaal Roland Boys Bradford (VC) en onderluitenant James Barker Bradford (MC) sneuvelden ook tijdens deze oorlog.
- William Benson Graig, luitenant bij de Royal Air Force werd onderscheiden met het Distinguished Flying Cross (DFC).
- Norman Baron, sergeant bij de Royal Air Force Volunteer Reserve werd onderscheiden met de Distinguished Flying Medal (DFM).

Op de grafzerk van luitenant C. Briggs staat de toegevoegde tekst Believed to be omdat zijn graf niet meer gelokaliseerd kon worden.
De graven worden onderhouden door de Commonwealth War Graves Commission en staan er geregistreerd onder Blankenberge Town Cemetery.